# Aberdeen Football Club 1979-1980
Questa voce raccoglie le informazioni riguardanti l'Aberdeen Football Club nelle competizioni ufficiali della stagione 1979-1980.

## Stagione
Ottenendo risultati utili nelle ultime quattordici giornate, a quattro gare dalla conclusione l'Aberdeen raggiunse la vetta della classifica e la mantenne fino alla conclusione, ottenendo il secondo titolo del proprio palmarès e l'accesso alla Coppa dei Campioni.
Nel corso della stagione i Dons arrivarono a giocarsi le coppe nazionali fino alle fasi conclusive, venendo eliminati dai Rangers nelle semifinali di Scottish Cup e perdendo il replay della finale di Coppa di Lega contro il Dundee Utd.
In Coppa UEFA l'Aberdeen venne eliminato al primo turno dai futuri vincitori dell'Eintracht Francoforte, che batterono di misura i Dons nella gara di ritorno a Francoforte.

## Maglie e sponsor
Lo sponsor tecnico per la stagione 1979-1980 è Adidas.
| Manica sinistra · Manica sinistra · Maglietta · Maglietta · Manica destra · Manica destra · Pantaloncini · Pantaloncini · Calzettoni |

## Rosa
| N. |                   | Ruolo | Calciatore      |
| -- | ----------------- | ----- | --------------- |
|    | Scozia (bandiera) | P     | Bobby Clark     |
|    | Scozia (bandiera) | P     | Jim Leighton    |
|    | Scozia (bandiera) | D     | Doug Considine  |
|    | Scozia (bandiera) | D     | Neil Cooper     |
|    | Scozia (bandiera) | D     | Willie Garner   |
|    | Scozia (bandiera) | D     | Stuart Kennedy  |
|    | Scozia (bandiera) | D     | Alex McLeish    |
|    | Scozia (bandiera) | D     | Willie Miller   |
|    | Scozia (bandiera) | D     | Doug Rougvie    |
|    | Scozia (bandiera) | C     | Doug Bell       |
|    | Scozia (bandiera) | C     | Duncan Davidson |

| N. |                   | Ruolo | Calciatore      |
| -- | ----------------- | ----- | --------------- |
|    | Scozia (bandiera) | C     | Derek Hamilton  |
|    | Scozia (bandiera) | C     | John McMaster   |
|    | Scozia (bandiera) | C     | Ian Scanlon     |
|    | Scozia (bandiera) | C     | Gordon Strachan |
|    | Scozia (bandiera) | C     | Andy Watson     |
|    | Scozia (bandiera) | A     | Steve Archibald |
|    | Scozia (bandiera) | A     | Joe Harper      |
|    | Scozia (bandiera) | A     | John Hewitt     |
|    | Scozia (bandiera) | A     | Mark McGhee     |
|    | Scozia (bandiera) | A     | Drew Jarvie     |
|    | Scozia (bandiera) | A     | Dom Sullivan    |

## Risultati

### Coppa UEFA
| Arbitro: | Agnolin |

|            |           |                 |
| Harper 53’ | Marcatori | 12’ Cha Bum-kun |

| Arbitro: | Lamo Castillo |

|                |           |  |
| Hölzenbein 50’ | Marcatori |  |